# Isabelle Kolkol Loua
Isabelle Loua, communément appelée Isabelle Kolkol Loua, née à  Nzérékoré au sud-est de la Guinée, est cheffe d'une entreprise cinématographique en Guinée, productrice et réalisatrice de cinéma guinéenne. 

## Biographie
Isabelle Loua naît à Nzérékoré et grandit à Conakry. 
Elle commence à fréquenter l'école dans sa ville natale à l'école primaire Sainte-Marie de Nzérékoré puis poursuit à l’école primaire de Hamdallaye à Conakry. Elle effectue son cycle secondaire au collège de Ratoma et au lycée de Kipé où elle obtient son baccalauréat,.
En 2012, Isabelle Loua est diplômée en scénario et réalisation de l’Institut Supérieur des Arts de Guinée de Dubréka, où elle a plus d’inclination pour le cinéma que pour le journalisme,.

## Carrière professionnelle
Elle débute le reportage au lycée lors des matchs dans son quartier et le cinéma dans des troupes culturelles de son école primaire.
En 2010, Isabelle Loua réalise son premier film d’essai et participe au FESPACO en 2011 à cette occasion.
En 2013, elle réalise son premier film institutionnel qui s'intéresse aux questions de société.
En 2018, elle crée son entreprise cinématographique, PEPS, qui fait de la communication, de la production et du management d’acteurs,. Elle réalise des reportages et des documentaires, notamment sur le virus Ebola.
En 2019, elle décide de parler de la migration irrégulière en présentant un film moyen métrage de quarante minutes, titré The Way,, diffusé pour la première fois à Conakry le 10 octobre 2019.
En 2020, elle travaille sur la production d'un documentaire sur la gestion du plastique en Guinée.
Elle obtient le prix Moussa Kémoko Diakité de la meilleure réalisation cinéma,.

## Prix et reconnaissances
- 2019 : Prix Moussa Kémoko Diakité de la meilleure réalisation Cinéma[7].